# 匝瑳北条荘
匝瑳北条荘（そうさほうじょうのしょう）は、下総国匝瑳郡にあった荘園。現在の千葉県匝瑳市を中心とした地域にあたる。

## 概要
古代の匝瑳郡が匝瑳南条荘と当荘に分割され、本来は匝瑳北条として国衙領であったものが、千田荘の立荘に伴って荘園にされたものと考えられている。
相馬御厨についての、永暦2年（1161年)の佐竹義宗寄進状写に「匝瑳北条之由緒」とあるのが初見。千葉常重、常胤と相伝された相馬御厨を収公した下総守藤原親通より二男親盛が譲り受け、それを匝瑳北条の由緒から親盛が佐竹義宗に譲与したという。親盛の子で皇嘉門院領千田荘の領家判官代とされる藤原親政は、当荘の内山館を本拠としたが、治承4年（1180年）源頼朝に呼応した千葉常胤に敗北している。
建久年間（1190年-1199年）の香取神宮式年遷宮の際、宣旨によってその作料官米100石を負担した。当荘の領家・伝領経過は不明であるが、藤原親政敗滅後は千葉氏一門の支配下に属したとみられ、当荘地頭としては白井・飯高の両氏が知られる。香取市府馬の修徳院が所蔵する正応3年（1290年）の銅造阿弥陀如来立像銘文には「迊瑳北条大寺郷 信心施主平次郎太郎入道」とある。また、応永5年（1398年）には山内氏が飯高氏に代わって香取神宮の造営作料米を負担している。少なくとも14世紀後半には荘内が南北に分かれていた。北条荘南・北がそれぞれ東方・西方と称されることもあった。